# Lista de clubes de futebol da Argentina
Esta é uma lista com os Clubes de futebol da Argentina.

## Sistema de Ligas
Os campeonatos argentinos de futebol, atualmente disputados sob a organização da Asociación del Fútbol Argentino (AFA). Estão divididos em 5 divisões e são os seguintes:
| Categoría | Categoría | Divisiones                 | Divisiones                 | Divisiones                 | Divisiones                 | Divisiones                 | Divisiones                 | Divisiones                 | Divisiones                 | Divisiones                 | Divisiones              | Divisiones              | Divisiones              | Divisiones              | Divisiones              | Divisiones              | Divisiones              | Divisiones              | Divisiones              |
| --------- | --------- | -------------------------- | -------------------------- | -------------------------- | -------------------------- | -------------------------- | -------------------------- | -------------------------- | -------------------------- | -------------------------- | ----------------------- | ----------------------- | ----------------------- | ----------------------- | ----------------------- | ----------------------- | ----------------------- | ----------------------- | ----------------------- |
| 1.ª       | 1.ª       | Primera División           | Primera División           | Primera División           | Primera División           | Primera División           | Primera División           | Primera División           | Primera División           | Primera División           | Primera División        | Primera División        | Primera División        | Primera División        | Primera División        | Primera División        | Primera División        | Primera División        | Primera División        |
| 2.ª       | 2.ª       | Primera Nacional           | Primera Nacional           | Primera Nacional           | Primera Nacional           | Primera Nacional           | Primera Nacional           | Primera Nacional           | Primera Nacional           | Primera Nacional           | Primera Nacional        | Primera Nacional        | Primera Nacional        | Primera Nacional        | Primera Nacional        | Primera Nacional        | Primera Nacional        | Primera Nacional        | Primera Nacional        |
| 3.ª       | 3.ª       | Primera B                  | Primera B                  | Primera B                  | Primera B                  | Primera B                  | Primera B                  | Primera B                  | Primera B                  | Primera B                  | Torneo Federal A        | Torneo Federal A        | Torneo Federal A        | Torneo Federal A        | Torneo Federal A        | Torneo Federal A        | Torneo Federal A        | Torneo Federal A        | Torneo Federal A        |
| 4.ª       | 4.ª       | Primera C                  | Primera C                  | Primera C                  | Primera C                  | Primera C                  | Primera C                  | Primera C                  | Primera C                  | Primera C                  | Torneo Regional Federal | Torneo Regional Federal | Torneo Regional Federal | Torneo Regional Federal | Torneo Regional Federal | Torneo Regional Federal | Torneo Regional Federal | Torneo Regional Federal | Torneo Regional Federal |
| 5.ª       | 5.ª       | Torneo Promocional Amateur | Torneo Promocional Amateur | Torneo Promocional Amateur | Torneo Promocional Amateur | Torneo Promocional Amateur | Torneo Promocional Amateur | Torneo Promocional Amateur | Torneo Promocional Amateur | Torneo Promocional Amateur | Ligas Regionais         | Ligas Regionais         | Ligas Regionais         | Ligas Regionais         | Ligas Regionais         | Ligas Regionais         | Ligas Regionais         | Ligas Regionais         | Ligas Regionais         |

## Primera División(2018-19)
| - Aldosivi (Mar del Plata) - Argentinos Juniors (Buenos Aires) - Atlético Tucumán (Tucumán) - Banfield (Banfield) - Belgrano (Córdoba) - Boca Juniors (Buenos Aires) - Colón (Santa Fé) - Defensa y Justicia (Florencio Varela) - Estudiantes (La Plata) - Gimnasia y Esgrima (La Plata) - Godoy Cruz (Mendoza) - Huracán (Buenos Aires) - Independiente (Avellaneda) - Lanús (Lanús) | - Newell's Old Boys (Rosario) - Olimpo (Bahia Blanca) - Patronato (Paraná) - Racing Club (Avellaneda) - River Plate (Buenos Aires) - Rosario Central (Rosario) - San Lorenzo (Buenos Aires) - San Martín (San Juan) - San Martín (Tucumán) - Talleres (Córdoba) - Tigre (Victoria) - Unión (Santa Fé) - Vélez Sarsfield (Buenos Aires) |

## Primera B Nacional(2018-19)
| - Agropecuario (Carlos Casares) - Almagro (José Ingenieros) - Arsenal (Sarandí) - Atlético de Rafaela (Rafaela) - Brown (Adrogué) - Central Córdoba (Santiago del Estero) - Chacarita Juniors (General San Martín) - Defensores de Belgrano (Buenos Aires) - Deportivo Morón (Morón) - Ferro Carril Oeste (Buenos Aires) - Gimnasia y Esgrima (Mendoza) - Gimnasia y Esgrima (San Salvador de Jujuy) - Guillermo Brown (Puerto Madryn) | - Independiente Rivadavia (Mendoza) - Instituto (Córdoba) - Los Andes (Lomas de Zamora) - Mitre (Santiago del Estero) - Nueva Chicago (Buenos Aires) - Olimpo (Bahía Blanca) - Platense (Vicente López) - Quilmes (Quilmes) - Santamarina (Tandil) - Sarmiento (Junín) - Temperley (Temperley) - Villa Dálmine (Campana) |

## Clubes diretamente filiados à AFA

### Primera B(2018-19)
| - Acassuso (San Isidro) - Almirante Brown (Isidro Casanova) - Argentino de Quilmes (Quilmes) - Atlanta (Buenos Aires) - Barracas Central (Buenos Aires) - Colegiales (Munro) - Comunicaciones (Buenos Aires) - Deportivo Español (Buenos Aires) - Deportivo Riestra (Buenos Aires) - Defensores Unidos (Zárate) | - Estudiantes (Caseros) - Fênix (Buenos Aires) - Flandria (Jáuregui) - Platense (Florida) - Sacachispas (Buenos Aires) - San Miguel (Los Polvorines) - San Telmo (Dock Sud) - Talleres (Lanús) - Tristán Suárez (Tristán Suárez) - UAI Urquiza (Villa Lynch) |

### Primera C(2018-19)
| - Argentino (Merlo) - Argentino de Quilmes (Quilmes) - Deportivo Armenio (Escobar) - Berazategui (Berazategui) - Cañuelas (Cañuelas) - Central Córdoba (Rosario) - Defensores de Cambaceres (Ensenada) - Defensores Unidos (Zárate) - Deportivo Laferrere (Gregorio de Laferrere) - Dock Sud (Dock Sud) | - Sportivo Barracas (Buenos Aires) - Sportivo Italiano (Ciudad Evita) - El Porvenir (Gerli) - Ferrocarril Midland (Libertad) - J.J. Urquiza (Loma Hermosa) - Deportivo Merlo (Merlo) - Luján (Luján) - Sacachispas (Buenos Aires) - San Martín (Burzaco) - San Miguel (Los Polvorines) |

### Primera D(2018-19)
| - Argentino (Rosário) - Atlas (General Rodríguez) - Central Ballester (José León Suárez) - Centro Español (Villa Sarmiento) - Claypole (Claypole) - Defensores de Cambaceres (Ensenada) - Deportivo Paraguayo (Buenos Aires) | - Juventud Unida (San Miguel) - Liniers (San Justo) - Lugano (Tapiales) - Deportivo Muñiz (Muñiz) - Puerto Nuevo (Campana) - Real Pilar (Pilar) - Yupanqui (Buenos Aires) |

## Clubes indiretamente filiados à AFA

### Torneo Federal A(2018-19)
| - Alvarado (Mar del Plata) - Cipolletti (Cipolletti) - Deportivo Madryn (Puerto Madryn) - Deportivo Roca (General Roca) - Ferro Carril Oeste (General Pico) - Independiente (Neuquén) - Sansinena (General Daniel Cerri) - Villa Mitre (Bahía Blanca) - Deportivo Maipú (Maipú) - Estudiantes (Río Cuarto ) | - Huracán Las Heras (Las Heras) - Juventud Unida Universitario (San Luis) - San Lorenzo de Alem (Catamarca) - Sportivo Desamparados (San Juan) - Atlético Paraná (Paraná) - Defensores de Belgrano (Villa Ramallo) - Defensores de Pronunciamiento (Pronunciamiento) - Douglas Haig (Pergamino) - Gimnasia y Esgrima (Concepción del Uruguay) - Sportivo Belgrano (San Francisco) | - Sportivo Las Parejas (Las Parejas) - Unión (Sunchales) - Altos Hornos Zapla (Palpalá) - Juventud Antoniana (Salta) - Chaco For Ever (Resistencia) - Crucero del Norte (Garupá) - Gimnasia y Tiro de Salta (Salta) - Juventud Antoniana (Salta) - San Jorge (Tucumán) - Sarmiento (Resistencia) |

### Torneo Regional Federal(2018-19)
| - Deportivo Mandiyú (Corrientes) - Guaraní Antonio Franco (Posadas) - Gutiérrez (Maipú) - Libertad (Sunchales) - Rivadavia (Lincoln) - Sportivo Patria (Formosa) - Unión Aconquija (Aconquija) - Unión (Villa Krause) - Boxing Club (Rio Gallegos) - Camioneros (Rio Grande) - C.A.I. (Comodoro Rivadavia) - Estrella Norte (Caleta Olivia) - Florentino Ameghino (Comodoro Rivadavia) - Huracán (Comodoro Rivadavia) - Los Cuervos del Fin del Mundo (Ushuaia) - Jorge Newbery (Comodoro Rivadavia) - Olimpia Juniors (Caleta Olivia) - Victoria (Río Grande) - Deportivo 25 de Mayo (Veinticinco de Mayo (La Pampa)) - Cruz del Sur (San Carlos de Bariloche) - Deportivo Villalonga (Villalonga) - Deportivo Rincón (Rincón de los Sauces) - Germinal (Rawson) - Independiente (Río Colorado) - JJ Moreno (Puerto Madryn) - La Amistad (Cipolletti) - Pacifico (Neuquén) - Racing Club (Trelew) - Club Sol de Mayo (Viedma) - All Boys (Santa Rosa) - Bella Vista (Bahía Blanca) - Costa Brava (General Pico) - Ferro Carril Sud (Olavarría) - General Belgrano (Santa Rosa) - Huracán (Ingeniero White) - Liniers (Bahía Blanca) - Monumental (Trenque Lauquen) - Racing Athletic Club (Olavarría) - Tiro Federal (Bahia Blanca) - América (General Pirán) - Atlético Argentinos (25 de Mayo) - Círculo Deportivo de Comandante Nicanor Otamendi (General Alvarado) - El León (General Madariaga) - El Porvenir (San Clemente del Tuyú) - Ferrocarril Roca (Las Flores) - Independiente (San Cayetano) - Independiente (Tandil) - Kimberley (Mar del Plata) - Racing (Balcarce) - A.D.I.P (La Plata) - Bragado (Bragado) - Mercedes (Mercedes) - C.R.I.B.A (La Plata) - Club Everton (La Plata) - El Linqueño (Lincoln) - Independiente (Chivilcoy) - Club Jorge Newbery (Junin) - Viamonte (Los Toldos) - Atlético Baradero (Baradero) - Club Belgrano (San Nicolás de los Arroyos) - Colonial de Ferré (Ferré) - Defensores de Salto (Salto) - General Rojo (General Rojo) - Juventud (Pergamino) - Sportivo Baradero (Baradero) - Sportivo Barracas (Colón) - Sports (Salto) - Sportsman (Carmen de Areco) - Andino (La Rioja) - Atlético Policial (Catamarca) - CC Unidos (Santiago del Estero) - Central Argentino (La Banda) - Defensores de Esquiú (San José) - Güemes (Santiago del Estero) - Instituto Deportivo (Santiago del Estero) - Sarmiento (La Banda) - Unión Santiago (Santiago del Estero) - Velez de San Ramon (Santiago del Estero) - Almirante Brown de Malagueño (Malagueño) - Alumni de Villa María (Villa María) - Argentino Peñarol (Córdoba) - Atenas (Río Cuarto) - Banda Norte (Río Cuarto) - Juventud Unida de Río Cuarto (Río Cuarto) - Las Palmas de Córdoba (Córdoba) - Racing de Córdoba (Córdoba) - Sarmiento de Leones (Leones) - Tiro Federal Morteros (Morteros) - Atlético Trinidad (San Juan) - Colón Junior (San Juan) - Defensores de Boca (Media Agua) - Independiente de Villa Obrera (Villa Obrera) - Juventud Alianza de Santa Lucia (Santa Lucia) - Peñaflor (San Martin) - San Lorenzo de Rodeo (Rodeo) - San Martín de Rodeo (Rodeo) - Sportivo Del Bono (San Juan) - Sportivo Peñarol (Chimbas) - Andes F. B. C. (General Alvear) - Atlético Palmira (Palmira) - Empleados de Comercio (Mendoza) - Deportivo Rodeo del Medio (Rodeo del Medio) - Huracán San Rafael (San Rafael) - La Libertad (Rivadavia) - Luján (Mendoza) - Montecaseros (San Martin) - Pacífico (General Alvear) - San Martín (San Martin) - Camioneros de Salta (Salta) - Defensores de Fraile Pintado (Fraile Pintado) - Deportivo Tabacal (Orán) - Independiente (Hipólito Yrigoyen) - Los Cachorrros (Salta) - Mitre de Salta (Salta) - Pellegrini (Salta) - San Francisco Bancario (Libertador General San Martín) - Talleres de Perico (Perico) - Tiro y Gimnasia (San Pedro) - Almirante Brown (Lules) - Amalia (Tucumán) - Central Norte (Salta) - Concepción FC (Concepción) - Deportivo Aguilares (Aguilares) - Progreso (Rosario de la Frontera) - San Antonio (Ranchillos) - Social Lastenia (Lastenia) - Sportivo Bella Vista (Bella Vista) - Sportivo Guzman (Tucumán) - Alianza (Campo Largo) - Argentinos del Norte (Clorinda) - Atlético Laguna Blanca (Laguna Blanca) - Comercio (Santa Sylvina) - General San Martin (Formosa) - Huracán de Las Breñas (Las Breñas) - Juventud Unida (Charata) - Libertad (Formosa) - 1º de Mayo (Formosa) - Sol de América (Formosa) - Central Goya (Corrientes) - Comunicaciones de Mercedes (Mercedes) - Defensores de Vilelas (Puerto Vilelas) - Deportivo Fontana (Fontana) - Ferroviario Corrientes FC (Corrientes) - Huracán de Goya (Goya) - Huracán de Montecarlo (Montecarlo) - Madariaga (Paso de Los Libres) - Resistencia Central (Resistencia) - Villa Alvear (Resistencia) - Achirense (Colonia Las Achiras) - Arsenal (Viale) - Atlético Uruguay (Concepcion del Uruguay) - Atlético Villa Elisa (Villa Elisa) - Belgrano de Paraná (Paraná) - Colegiales (Concordia) - Cosmos (Santa Fé) - Libertad de Concordia (Concordia) - Santa Maria de Oro (Concordia) - Viale F.B.C (Viale) - 9 de Julio (Rafaela) - San Jorge (San Jorge) - A.D.I.U.R. (Rosario) - Ben Hur (Rafaela) - Coronel Aguirre (Villa Gobernador Gálvez) - Juventud Pueyrredón (Venado Tuerto) - P.S.M. (Puerto General San Martín) - Sportivo Rivadavia (Venado Tuerto) - Tiro Federal (Rosário) - Unión de Totoras (Totoras) |